# Рахмановский сельсовет (Солнечногорский район)
Рахмановский сельсовет — упразднённая административно-территориальная единица, существовавшая на территории Солнечногорского района Московской области в 1954—1976 годах.
Рахмановский с/с был образован 14 июня 1954 года в составе Солнечногорского района путём объединения Дудкинского и Логиновского с/с.
7 декабря 1957 года Солнечногорский район был упразднён и Рахмановский с/с вошёл в Химкинский район.
28 июля 1960 года Химкинский район был упразднён, а Рахмановский с/с передан в воссозданный Солнечногорский район.
26 декабря 1962 года Солнечногорский район был переименован в Солнечногорский сельский, в состав которого вошёл Рахмановский с/с. 
21 ноября 1964 года Солнечногорский сельский район был переименован в Солнечногорский, в состав которого вошёл Рахмановский с/с.
2 декабря 1976 года Рахмановский с/с был упразднён, а его территория передана в Обуховский с/с.